# 罗蒙诺索夫区 (列宁格勒州)
59°55′N 29°46′E / 59.917°N 29.767°E
羅蒙諾索夫區（俄语：Ломоносовский район），是俄羅斯的一個區，位於該國西北部，由列寧格勒州負責管轄，面積1,919平方公里，2010年人口70,245，人口密度每平方公里36.61人。